# Energia d'ionització

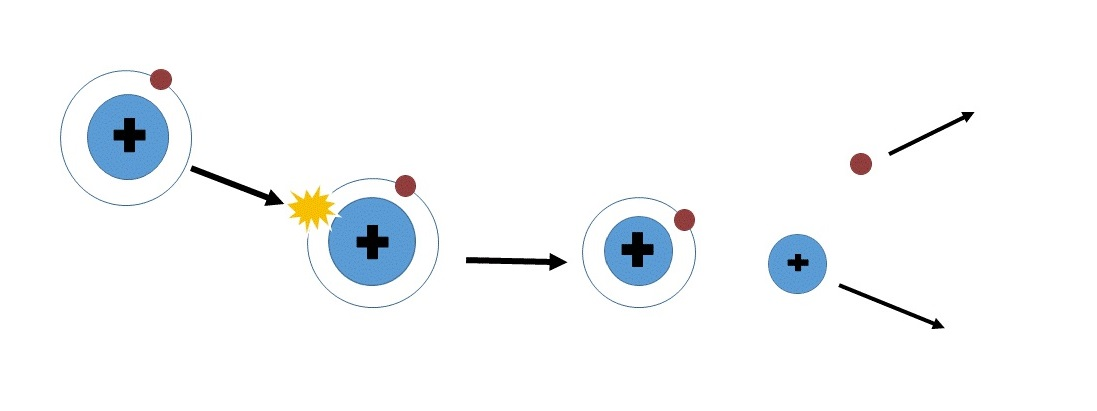
Ionització d'un àtom d'hidrogen a conseqüència del xoc amb un altre.

L'energia d'ionització, simbolitzada E1, és la mínima energia necessària per a extreure un electró d'un àtom neutre o molècula en el seu estat fonamental. Aquesta energia es mesura habitualment en joules per mol (J/mol) o en electró-volts (eV). Antigament s'anomenava potencial d'ionització. Per a un àtom neutre X, el procés es pot simbolitzar amb l'equació següent:
S'anomena segona energia d'ionització, simbolitzada E₂, l'energia necessària per a extreure el segon electró, després d'haver extret ja el primer. És a dir, l'energia per al procés:
Per als electrons successius, es defineixen la tercera, quarta, etc., energies d'ionització.
Els valors de totes les energies d'ionització d'un mateix àtom i per a tots els àtoms és sempre positiva, ja que la ionització és un procés endotèrmic. Cal aportar energia a l'àtom per deslligar els seus electrons de les forces d'atracció que els mantenen units al nucli atòmic. Els electrons extrets sempre són els que es troben més feblement units al nucli, això és, els situats a la capa més externa de l'escorça electrònica. És un procés que es pot entendre com la promoció del darrer electró de l'àtom, situat al nivell més alt ocupat, fins al nivell infinit. Per al sodi tindríem:
Com indica la definició, també és possible la ionització de molècules, com ara dioxigen, O₂, monòxid de carboni, CO, diòxid de nitrogen, NO₂, etc. En el cas de l'oxigen, el procés es pot representar amb l'equació:

## Periodicitat de les energies d'ionització atòmiques

Tendències a la taula periòdica.

Les energies d'ionització dels àtoms segueixen unes tendències prou clares quan els elements químics s'ordenen en funció del seu nombre atòmic, Z. També s'observa una clara variació en els elements que pertanyen a una mateixa família o grup de la taula periòdica. Aquestes variacions són:

### Variació en un grup
En un grup o família de la taula periòdica, en els elements químics situats en una columna, l'energia d'ionització disminueix en augmentar el nombre atòmic Z. En la figura adjunta, es veu clarament amb dos grups d'elements: els gasos nobles que tenen els màxims d'energies d'ionització, i amb els alcalins, que tenen les mínimes energies d'ionització. Així els valors de les energies d'ionització dels gasos nobles de l'heli al radó són en eV: 24,59; 21,56; 15,76; 14,00; 12,13 i 10,75. Hom hi veu una clara tendència a disminuir. També s'observa la mateixa tendència, encara que menys marcada, en les energies d'ionització dels alcalins que del liti al cesi són, en eV: 5,39; 5,14; 4,34; 4,18 i 3,89.

Energies d'ionització dels elements en eV en funció del nombre atòmic Z.

Els elements d'aquests grups tenen energies d'ionització menors a mesura que augmenta el seu nombre atòmic, és a dir, a mesura que es davalla en una columna de la taula periòdica. La causa d'aquesta variació és que, si bé en baixar dins d'un grup la càrrega nuclear és major perquè en el nucli atòmic hi ha un nombre més gran de protons i l'atracció electroestàtica també ho és, la posició dels electrons de la darrera capa de l'escorça electrònica està cada vegada més allunyada del nucli atòmic, i això fa que l'atracció electroestàtica, segons la llei de Coulomb, sigui menor, ja que és inversament proporcional a la distància entre càrregues (protons del nucli-electró més extern). També s'ha de considerar la repulsió dels electrons interns, l'anomenat efecte d'apantallament, que redueix l'atracció del nucli. Per aquestes raons, les energies d'ionització disminueixen en baixar dins d'un grup; per tant, els àtoms que se situen a la part més baixa de la taula periòdica són més fàcilment ionitzables.

### Variació en un període
En un període de la taula periòdica, l'energia d'ionització augmenta en créixer el nombre atòmic Z. És el cas del 2n període, que va del liti al neó amb valors de les energies d'ionització en eV de: 5,39; 9,32; 8,30; 11,26; 14,53; 13,62; 17,42 i 21,56.
Quan s'avança dins d'un període, augmenta el nombre de protons i, per tant, la càrrega nuclear, produint una atracció electroestàtica major sobre els electrons externs. Contràriament al que passa dins dels grups, tots els electrons més externs en un període ocupen la mateixa capa electrònica i, per això, se situen a distàncies semblants del nucli i, amb major càrrega nuclear, s'aproximen més a aquest. Així, els electrons més externs estan més propers al nucli, la qual cosa implica major atracció electroestàtica i, també, la càrrega nuclear és major pel nombre més gran de protons; per tant, també major atracció. En conseqüència, les energies d'ionització augmenten considerablement dins d'un període, com s'observa en la figura (els períodes se situen entre màxims consecutius). El darrer element del període, el gas noble, és el que té l'energia d'ionització major. Després, hi ha una baixada en omplir-se un altre nivell energètic i allunyar-se el darrer electró del nucli.
S'observen en avançar en el període mínims relatius. Això es pot explicar emprant com a exemple el segon període que va del liti al neó. Els dos primers elements del període, el liti i el beril·li, omplen d'electrons el nivell d'energia 2s, seguint la tendència general del període. Però l'element següent, el bor, situa el seu darrer electró al mateix nivell 2, però al subnivell 2p, un poc més allunyat del nucli que el subnivell 2s. Per aquesta raó, el bor té una energia d'ionització inferior a la del beril·li (8,30 eV i 9,32 eV, respectivament). També l'oxigen té una energia de ionització inferior al que es podria esperar. La raó n'és que l'element anterior, el nitrogen, té tres electrons als orbitals atòmics 2p, i ocupa cada electró un d'aquests (configuració 2px¹2py¹2pz¹), i l'oxigen té un d'aquests orbitals ocupat per dos electrons (configuració 2px²2py¹2pz¹). La repulsió entre aquests dos electrons que ocupen un mateix orbital fa que sigui menys costós energèticament extreure'l i, per tant, la seva energia d'ionització (13,62 eV) és més baixa que la tendència general (hauria d'estar entre 14,53 eV i 17,42 eV). Aquests mínims es repeteixen en els períodes següents.

## Energies d'ionització de molècules diatòmiques

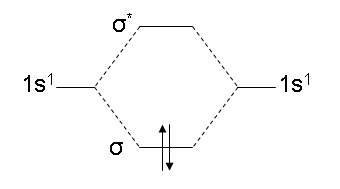
Orbitals moleculars del dihidrogen. Els electrons estan situats en un orbital molecular σ d'energia més negativa que la dels orbitals atòmics s.

Les energies dels electrons en els orbitals moleculars es poden observar directament mitjançant la mesura de l'energia d'ionització. Aquesta és l'energia necessària per treure un electró, en aquest cas, d'una molècula:
{\displaystyle H_{2}(g)\longrightarrow H_{2}^{+}(g)+e^{-}}

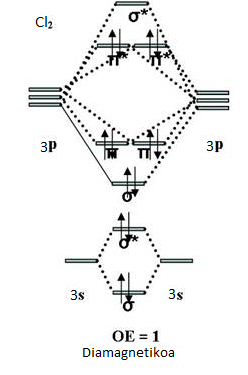
Orbitals moleculars de la molècula de diclor. Els electrons que s'extreuen en ionitzar la molècula són electrons situats en orbitals moleculars antienllaçants π, d'energia menys negativa que la dels orbitals atòmics p.

L'energia d'ionització mesurada per a la molècula de dihidrogen {\displaystyle {\ce {H2}}} és de 1 488 kJ/mol. Aquest valor és superior a l'energia d'ionització d'un àtom d'hidrogen, que és de 1 312 kJ/mol. Per tant, cal més energia per treure un electró de la molècula d'hidrogen que de l'àtom d'hidrogen, per la qual cosa hom pot concloure que l'electró té una energia més negativa en la molècula. Si intentem separar els àtoms, hem d'augmentar l'energia de l'electró. Per tant, cal energia per trencar l'enllaç, de manera que els àtoms a la molècula estan lligats. Així es forma un enllaç químic quan l'energia dels electrons en la molècula és inferior a l'energia dels electrons en els àtoms separats.
Com a segon exemple l'energia d'ionització del dinitrogen {\displaystyle {\ce {N2}}} és de 1 503 kJ/mol, mentre que la del nitrogen atòmic és de 1 402 kJ/mol. Un cop més, l'energia dels electrons en el nitrogen molecular és inferior a la dels electrons en els àtoms separats, per la qual cosa els àtoms de nitrogen a la molècula estan enllaçats.
La molècula de diclor {\displaystyle {\ce {Cl2}}} té una energia d'ionització de 1 515 kJ/mol, inferior a l'energia d'ionització d'un àtom de fluor, que és de 1 681 kJ/mol. Això és degut al fet que en aquesta molècula els electrons més exteriors estan situats en orbitals moleculars π antienllaçants, d'energia superior als orbitals atòmics 3p del clor.

## Energies d'ionització consecutives
Les energies de ionització consecutives E1, E₂, E₃… d'un mateix element químic són cada vegada més elevades, E1 < E₂ < E₃ < …, a mesura que els electrons que cal extreure de l'àtom estan situats a nivells més inferiors de l'escorça electrònica. Les energies d'ionització d'electrons situats al mateix nivell energètic tenen magnituds semblants. Però, si comparam energies d'ionització que extreuen electrons de dos nivells diferents, les diferències poden estar en un ordre de magnitud. Per exemple, el sodi presenta les energies següents E1 i E₂ molt diferents, perquè els electrons estan situats al nivell 3 i 2, respectivament:
{\displaystyle Na(g)\longrightarrow Na^{+}(g)+e^{-}\qquad E_{1}=495,8\;kJ/mol}
{\displaystyle Na^{+}(g)\longrightarrow Na^{2+}(g)+e^{-}\qquad E_{2}=4562\;kJ/mol}

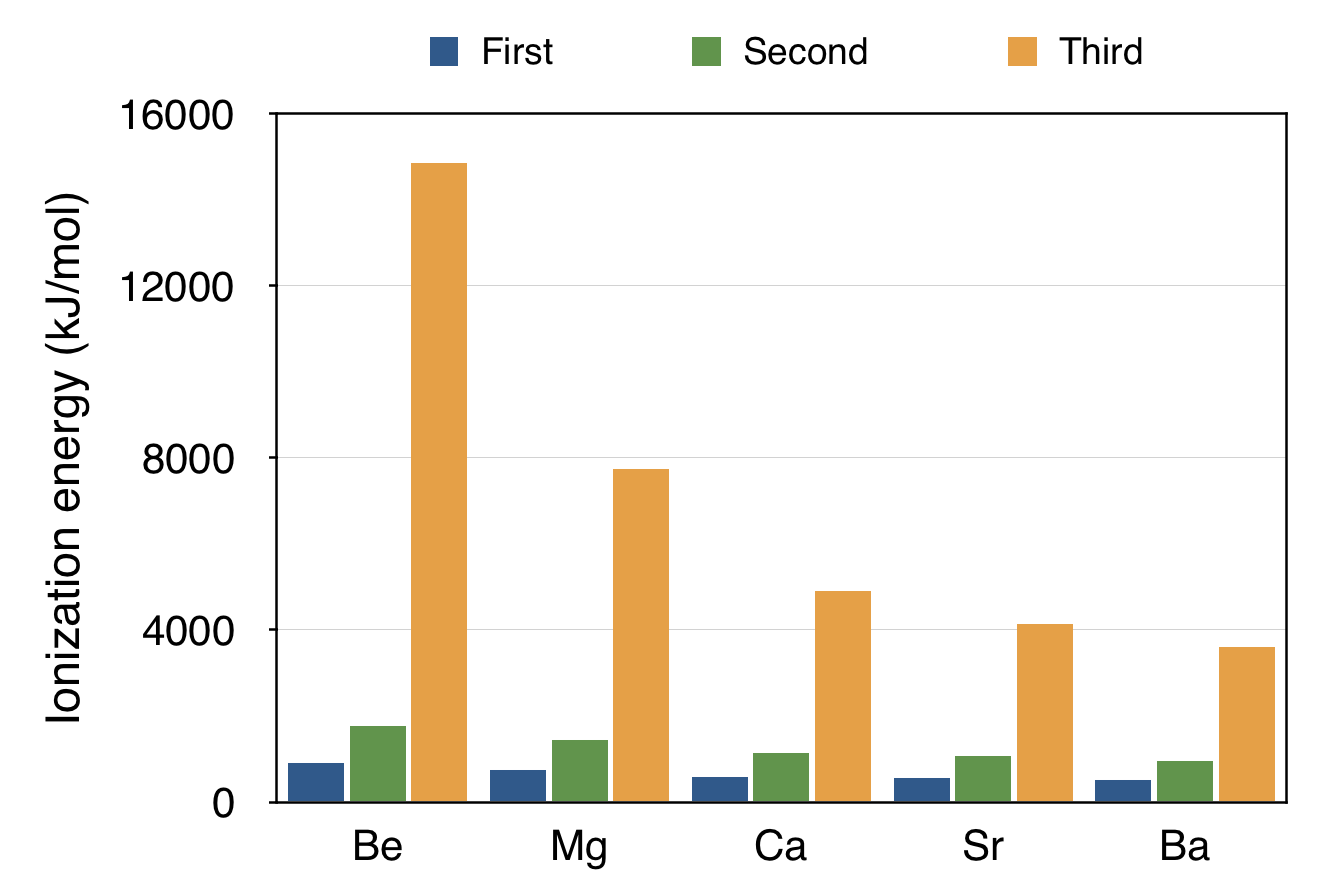
Diagrama de barres de les tres primeres energies d'ionització dels elements del grup 2, els alcalinoterris La tercera és molt més alta que les dues primeres perquè l'electró que s'extreu està en un nivell electrònic inferior.

Però no són tan diferents l'E₂ i l'E₃:
{\displaystyle Na^{2+}(g)\longrightarrow Na^{3+}(g)+e^{-}\qquad E_{3}=6910\;kJ/mol}

## Mètodes de determinació experimentals
L'energia d'ionització és un dels pocs paràmetres fonamentals dels àtoms que és possible mesurar directament. Des de principis del segle xx s'han dissenyat diversos mètodes per a la seva determinació:

### Bombardeig d'electrons
El bombardeig d'electrons fou el primer mètode emprat per a la determinació d'energies d'ionització basant-se en l'experiment de Franck-Hertz (1914), realitzat pels físics alemanys James Franck (1882-1964) i Gustav Hertz (1887-1975), que reberen el Premi Nobel de Física de 1925, ja que amb aquest demostraren la quantització de les òrbites dels electrons.

En aquest mètode es disposa l'element del qual se'n vol determinar l'energia d'ionització en forma de gas dins un tub. Posteriorment, es bombardeja amb electrons accelerats mitjançant una diferència de potencial elèctric. Aquests electrons tenen energies cinètiques conegudes a partir de la diferència de potencial. En arribar a un cert valor d'energia cinètica, els electrons poden extreure'n d'altres de la capa més externa de l'àtom que s'analitza, deixant els àtoms en forma de cations que es poden detectar. Amb aquestes dades, és possible determinar l'energia d'ionització. El fet que s'emprassin diferències de potencial elèctric per a accelerar els electrons donà lloc que l'energia d'ionització s'anomenés inicialment potencial de ionització.

El límit de la sèrie de Lyman de l'espectre visible de l'hidrogen correspon a l'energia d'ionització de l'hidrogen.

### Espectroscòpia atòmica
En l'espectroscòpia atòmica, s'exciten els electrons dels àtoms vaporitzats mitjançant una flama. Els electrons pugen de nivell i, seguidament, tornen a caure als orbitals més baixos que ocupaven inicialment (estat fonamental), emetent una radiació que es pot detectar (espectre de ratlles). Els espectres tenen unes característiques que permeten detectar l'energia d'excitació des de qualsevol nivell ocupat al nivell infinit, és a dir, l'energia d'ionització.

### Espectroscòpia fotoelectrònica
El mètode d'espectroscòpia fotoelectrònica està basat en l'efecte fotoelèctric i fa servir fotons d'energia coneguda que són llançats sobre els àtoms i poden extreure els electrons quan la seva energia és suficient (fotoionització). A partir de l'energia dels fotons, es pot determinar l'energia d'ionització. L'energia d'un fotó és {\displaystyle h\nu } on {\displaystyle h} és la constant de Planck i {\displaystyle \nu } la freqüència de la llum que es fa incidir. Aquesta energia pot ser absorbida per un dels electrons més externs i, si és suficient, deslligar-se de l'àtom, que queda carregat positivament. Si es fa aquest experiment dins d'un camp elèctric, els electrons migren cap al pol positiu (ànode) i els cations cap al negatiu (càtode) i es genera un corrent elèctric que es pot detectar.